# Ibrahim Buhari
Ibrahim Buhari, né le 8 octobre 2001 au Nigeria, est un footballeur nigérian qui évolue au poste de défenseur central à l'IF Elfsborg.

## Biographie

### En club
Né au Nigeria, Ibrahim Buhari est formé au Karamone FC, avant de rejoindre le Plateau United où il commence sa carrière. Il fait ainsi ses débuts dans le championnat du Nigeria le 3 novembre 2019 face au Lobi Stars en étant titularisé. Son équipe s'impose par trois buts à un ce jour-là.
Le 27 septembre 2022, Ibrahim Buhari s'engage en faveur de l'IF Elfsborg, club avec lequel il signe un contrat courant jusqu'en décembre 2026.
Il découvre alors l'Allsvenskan, l'élite du football suédois, jouant son premier match avec Elfsborg dans cette compétition le 29 avril 2023 face au Mjällby AIF. Il entre en jeu à la place de Per Frick et son équipe l'emporte par un but à zéro.
Le 3 octobre 2024, Buhari est titulaire lors de la victoire d'Elfsborg contre l'AS Roma en phase de groupe de la Ligue Europa 2024-2025 (1-0 score final), où il est crédité d'une prestation solide. 

### En sélection
En mai 2022, Ibrahim Buhari est convoqué pour la première fois avec l'équipe nationale du Nigeria par le sélectionneur Salisu Yusuf. Il ne joue toutefois aucun match lors de ce rassemblement.